# Фудбалски савез Боливије
Фудбалски савез Боливије (шп. Bolivian Football Federation FBF) је главно тело фудбала у Боливији. Основано је 21. фебруара, 1925. године. Председник јфудбалског савеза Боливије је Цезар Салинас. Салинас је био председник од 2018. па све до своје смрти 2020. године.. После њега место председника је преузео Анхел Фернандо Коста.
Боливијска фудбалска федерација је постала позната због низа контраверзних одлука и скандала. Овиме је стекла титулу најконтроверзније федерације у Јужној Америци.